# Discografia dei Lordi
La discografia dei Lordi è composta da 9 album in studio, 3 raccolte, 2 album video e 16 singoli.

## Album

### Album in studio
| Anno | Titolo                                     | Posizione massima | Posizione massima   | Posizione massima | Posizione massima | Posizione massima | Posizione massima | Posizione massima | Posizione massima | Posizione massima | Posizione massima | Posizione massima |
| Anno | Titolo                                     | [ 1 ]             | Germania (bandiera) | [ 2 ]             | [ 3 ]             | (Fiandre)         | (Vallonia)        | [ 6 ]             | [ 7 ]             | [ 8 ]             | [ 9 ]             | Grecia (bandiera) |
| ---- | ------------------------------------------ | ----------------- | ------------------- | ----------------- | ----------------- | ----------------- | ----------------- | ----------------- | ----------------- | ----------------- | ----------------- | ----------------- |
| 2002 | Get Heavy                                  | 3                 | —                   | —                 | —                 | —                 | —                 | —                 | —                 | —                 | —                 | —                 |
| 2004 | The Monsterican Dream                      | 4                 | 70                  | —                 | —                 | —                 | —                 | —                 | —                 | —                 | —                 | —                 |
| 2006 | The Arockalypse                            | 1                 | 7                   | 11                | 98                | 13                | 99                | 1                 | 21                | 16                | 8                 | —                 |
| 2008 | Deadache                                   | 5                 | 33                  | 51                | 168               | —                 | —                 | 42                | —                 | —                 | 73                | —                 |
| 2010 | Babez for Breakfast                        | 9                 | 66                  | 71                | 113               | —                 | —                 | —                 | —                 | —                 | —                 | 26                |
| 2013 | To Beast or Not to Beast                   | 8                 | 56                  | 67                | —                 | —                 | —                 | —                 | —                 | —                 | —                 | —                 |
| 2014 | Scare Force One                            | 13                | 62                  | —                 | —                 | —                 | —                 | —                 | —                 | —                 | —                 | —                 |
| 2016 | Monstereophonic: Theaterror Vs. Demonarchy | 10                | 52                  | —                 | —                 | —                 | —                 | —                 | —                 | —                 | 83                | —                 |
| 2018 | Sexorcism                                  | 19                | 20                  | —                 | —                 | —                 | —                 | —                 | —                 | —                 | —                 | —                 |
| 2020 | Killection                                 | 8                 | 13                  | —                 | —                 | —                 | —                 | —                 | —                 | —                 | 24                | —                 |
| 2021 | Lordiversity                               | 15                | 48                  | —                 | —                 | —                 | —                 | —                 | —                 | —                 | —                 | —                 |
| 2023 | Screem Writers Guild                       | 7                 | 28                  | —                 | —                 | —                 | —                 | —                 | —                 | —                 | 86                | —                 |
| 2025 | Limited Deadition                          | —                 | —                   | —                 | —                 | —                 | —                 | —                 | —                 | —                 | —                 | —                 |

### Raccolte
| Anno | Titolo                          |
| ---- | ------------------------------- |
| 2005 | The Monster Show                |
| 2009 | Zombilation - The Greatest Cuts |
| 2012 | Searchives Vol. 1               |

## Singoli
- 2002 – Would You Love a Monsterman?
- 2003 – Devil Is a Loser
- 2004 – My Heaven Is Your Hell
- 2004 – Blood Red Sandman
- 2006 – Hard Rock Hallelujah
- 2006 – Who's Your Daddy?
- 2006 – It Snows in Hell
- 2007 – They Only Come Out at Night
- 2008 – Beast Loose in Paradise
- 2008 – Bite It Like a Bulldog
- 2008 – Deadache
- 2010 – This Is Heavy Metal
- 2010 – Rock Police
- 2013 – The Riff
- 2014 – Nailed by the Hammer of Frankenstein
- 2016 – Hug You Hardcore

## Video

### Video musicali
| Anno | Titolo                               | Regista          |
| ---- | ------------------------------------ | ---------------- |
| 2002 | Would You Love a Monsterman?         | Pete Riski       |
| 2003 | Devil Is a Loser                     | Pete Riski       |
| 2004 | Blood Red Sandman                    | Pete Riski       |
| 2006 | Hard Rock Hallelujah                 | Pete Riski       |
| 2006 | Who's Your Daddy?                    | Pete Riski       |
| 2006 | Would You Love a Monsterman 2006     | Pete Riski       |
| 2006 | It Snows in Hell                     | Pete Riski       |
| 2007 | Hard Rock Hallelujah Special Edition | Antti Jokinen    |
| 2008 | Bite It Like a Bulldog               | Limppu Lindberg  |
| 2010 | This Is Heavy Metal                  | Jukka Salo       |
| 2013 | The Riff                             | Martin Müller    |
| 2014 | Scare Force One                      | Niina Ylipahkala |
| 2016 | Hug You Hardcore                     | Owen Lingvall    |

### Album video
- 2006 – Market Square Massacre
- 2007 – Bringing Back the Balls to Stockholm
- 2019 - Recordead Live – Sextourcism in Z7